# Crenigomphus abyssinicus
Crenigomphus abyssinicus – gatunek ważki z rodziny gadziogłówkowatych (Gomphidae). Endemit Etiopii.